# 汪家镠
汪家镠（1929年3月—），女，浙江平湖人，中华人民共和国政治人物。曾先后在国立北京大学农学院、文学院学习。中共第十二、十三屆候補中央委員，第十四届中央委员，第九届全国人大常委会委员。曾任中共中央党校常务副校长，中共北京市委副书记等职；是中央党校第一位女常务副校长。

## 生平
汪家镠是职业党工干部出身。在上海南屏女中读书时，即投身革命。1946年1月加入中国共产党，是当时的中共上海学生地下党支部委员。1946年9月，考入国立北京大学农学院农业化学系；后转入文学院学习，并担任中共北京大学地下党文学院支部书记、总支委员。
建国后，汪家镠长期在共青团北京市委工作；历任大学部部长，共青团北京市委副书记。1972年离开共青团后，先后担任北京缝纫机厂中共党委书记，北京日用联合厂中共党委副书记。
1975年10月，汪家镠调任北京市知青办公室副主任，又回到了和青年学生打交道的岗位。此后，她历任清华大学党委副书记，中共北京市委大学工作部部长，北京市委常委、市委大学工作部部长；1988年9月晋升北京市委副书记，同时兼市委高校工作委员会书记、教育工作委书记；1991年1月任北京市委副书记、兼北京大学党委书记。在胡锦涛出任中央党校校长后不久，汪家镠在1993年7月被任命为管理具体事务的中央党校常务副校长，成为中央党校的首位女常务副校长。
1998年3月，第九届全国人大第一次会议上，他当选为全国人民代表大会常务委员会委员、全国人大教育科学文化卫生委员会副主任委员。现任中国延安精神研究会顾问。

## 著作
- 《新时期的党性和党性锻炼》ISBN 7503518944